# Yasmin Benoit
Yasmin Benoit (Reading, 10 de junio de 1996) es una modelo, activista y escritora inglesa. Ha promovido la visibilidad de la asexualidad, el arromanticismo y de las personas de color LGBT+ y ha trabajado como modelo de lencería y alternativa. Como escribió Aislin Magazine, en "la rama alternativa predominantemente blanca del modelaje, [Benoit] se ha convertido en una de las modelos alternativas negras más prominentes del Reino Unido".

## Primeros años
Es natural de la ciudad inglesa de Reading, ubicada en el condado de Berkshire. Es de ascendencia trinitense, jamaicana y barbadense. Asistió al Reading Girls' School y a Padworth College. Obtuvo una licenciatura en Sociología por la St Mary's University, así como un máster en Criminología por el University College de Londres.
Aunque todavía no tenía una palabra para ello, Benoit sabía que no estaba interesada en nadie sexual o románticamente desde los 9 años. Eligió asistir a una escuela para niñas porque creía que la ausencia de niños disminuiría la posibilidad de que las relaciones sexuales y las relaciones surgieran en la conversación. En cambio, Benoit declaró que "cometió un terrible error", que parecía aumentar la probabilidad de que ocurriera, y sus compañeros de clase la acusaran de ser homosexual o ser víctima de abuso sexual infantil porque no se relacionó con su entusiasmo en torno al tema.
Benoit se encontró con el término asexual en la escuela secundaria, pero no lo reclamó por completo como parte de su identidad hasta después de que interactuase con otras personas asexuales a través de Internet y comenzara su carrera como activista.

## Carrera
Benoit comenzó su carrera como modelo a los 16 años, centrando sus esfuerzos en la moda alternativa a pesar del énfasis de la industria en los estándares de belleza. Su primer avance en el modelaje fue en 2015 con la marca escocesa CRMC, a la que le siguieron otras marcas como Love Sick London, Dethkult Clothing, Seduced By Lilith, Kuki London, Pin Up Girl Clothing y Teen Hearts. En marzo de 2018, Benoit colaboró con la marca de moda gótica, centrada en modelos afroamericanas, Gothic Lamb.
Benoit apareció en un documental de BBC Three hablando sobre la asexualidad, pero criticó la experiencia y afirmó que la forma en que el documental lo enmarcaba era una tergiversación. Más tarde apareció en otro documental de Sky News en febrero de 2019. Con respecto a su trabajo como modelo de lencería mientras era asexual, expresó en este último: "Estoy literalmente aquí para lucir la ropa y que se vea bien. No estoy tratando de venderme, estoy tratando de vender un producto".
Benoit ha escrito para varias publicaciones, incluida la versión británica de HuffPost y ha dado charlas en varios eventos y universidades, incluida la Universidad de Cambridge, la Conferencia de Asexualidad del Reino Unido en 2018, Reading Pride, el King's College de Londres en febrero de 2019 o el National Student Pride.
En enero de 2019, Benoit escribió un artículo para la revista Qwear Fashion en la que creó el hashtag #ThisIsWhatAsexualLooksLike. Benoit señaló en su entrevista con el Sunday Independent de Irlanda que el hashtag era en respuesta a que la gente le decía que no "parecía" asexual después de salir del armario. Animó a otras personas en el espectro asexual a usar su hashtag para mostrar la diversidad de la comunidad asexual que de otra manera estaría infrarrepresentada en los medios.
En colaboración con Asexual Visibility and Education Network (AVEN), Budweiser y Revolt London, Benoit organizó el primer bar de temática asexual en el Mes del Orgullo en Londres en 2019. Benoit caminó por la pasarela en el London Queer Fashion Show ese año. En octubre se incorporó a la Junta Directiva de la AVEN. En una edición de Attitude de diciembre de 2019 Benoit se convirtió en la primera mujer abiertamente asexual en aparecer en la portada de una revista del Reino Unido.
A principios de 2020, Benoit trabajó con England Unwrapped, donde entrevistó a personas asexuales sobre su experiencia con la asexualidad en su vida diaria.
Junto con AVEN y otros activistas, Benoit anunció en febrero de 2021 que era parte del lanzamiento del Día Internacional de la Asexualidad que se produjo por primera vez el 6 de abril de 2021.

## Vida personal
Sobre su asexualidad y arromanticismo, Benoit ha expresado que no se relaciona ni asemeja "con la experiencia heterosexual en lo más mínimo". Salió públicamente en un video en YouTube en 2017 titulado "Things Asexual Girls Don't Like to Hear", con el que inició su andadura como activista.
Benoit se ha abierto sobre sus experiencias como modelo de lencería asexual. También ha trabajado para disipar mitos y estereotipos sobre la asexualidad y el arromanticismo, al tiempo que ha promovido la diversidad de estas comunidades y su visibilidad.